# Tatort: Unter Feuer
Unter Feuer ist ein Fernsehfilm aus der Krimireihe Tatort. Der vom MDR Fernsehen produzierte Beitrag ist die 1278. Tatort-Episode und wurde am 3. November 2024 im SRF, im ORF und im Ersten ausgestrahlt. Die Dresdner Ermittler Karin Gorniak und Peter Michael Schnabel ermitteln in ihrem 17., Leonie Winkler in ihrem 11. Fall.

## Handlung
Bei einer Verkehrskontrolle auf einer einsamen Landstraße wird Marek Krug angehalten. Er eröffnet sofort das Feuer auf zwei Polizisten; René Brandstedt stirbt am Tatort, Volker Lahn wird schwer verletzt. Ihre Kolleginnen Leila Demiray und Anna Stade setzen einen Hilferuf ab und bringen sich in Sicherheit. Der Täter flieht zu Fuß zu der auf einem einsamen Hof lebenden Doreen Werner. Da es bald heftig regnet, kann die Spur des Geflüchteten nicht verfolgt werden.
Die Polizisten waren auf derselben Wache im Dienst wie Leonie Winklers Bruder Martin, der neun Jahre zuvor bei einem Einsatz ums Leben gekommen war. Im Auto des geflüchteten Todesschützen findet Winkler ein Handy, mit dem er sie kurz zuvor anonym angerufen hatte. Dabei teilte er ihr mit, Martin wäre nicht zufällig gestorben, die Kollegen hätten seinen Tod gewollt. Fingerabdrücke im Fahrzeug des Täters deuten auf einen Zusammenhang mit einer schon elf Jahre andauernden Serie hochprofessioneller Villen-Einbrüche. Der Leiter der Einbruchsermittlung Richard Weiswasser gibt Gorniak und Winkler bereitwillig Auskunft über den aktuellen Stand. Die Professionalität der Diebe lässt durchaus auf Polizisten schließen.
Winkler beschäftigt der Fall sehr und sie ermittelt teils auf eigene Faust. Sie konfrontiert den Revierleiter Jens Riebold damit, dass Brandstedt und Lahn ihren Bruder Martin vor neun Jahren absichtlich ohne Schutzweste ins Maschinenpistolen-Feuer von Gangstern laufen gelassen hätten. Die Polizeikontrolle auf der Landstraße sieht sie als Falle für Marek Krug, der sich mit ihr treffen wollte und deshalb dort unterwegs gewesen sei.
Der Täter zwingt indessen Doreen Werner, ihn versteckt in ihrem Auto durch die Polizeikontrollen zu einer verlassenen Fabrik zu bringen, wo er sein Quartier eingerichtet hat. In einem unbeobachteten Moment kann Werner die Polizei benachrichtigen. Schnabel, Gorniak und Winkler suchen die Fabrik auf. Während sie noch auf das Sondereinsatzkommando warten, erschießt ein Scharfschütze Doreen Werner und Marek Krug. Gorniak und Winkler vermuten, dass Revierleiter Riebold zusammen mit Krug, Brandstedt und Lahn für die Einbruchserie verantwortlich ist. Als ehemaliger SEK-Scharfschütze hätte er den Aussteiger Krug ausschalten können. Lahn wacht derweil aus dem Koma auf; auf die Frage nach seinem Komplizen flüstert er „Wasser“ und stirbt.
Gorniak und Winkler wollen Riebold festnehmen. Dabei tropft in der in einer baufälligen Kirche untergebrachten Polizeiwache Wasser von der Decke. Gorniak versteht jetzt, dass Lahn Weiswasser meinte. Da zieht dieser, der sich den Ermittlerinnen angeschlossen hatte, eine Waffe. Er schießt auf Leila Demiray, die als verdeckte Ermittlerin in den Polizeiposten eingeschleust worden war, und nimmt Winkler als Geisel. Demirays Kollegin Anna Stade erschießt daraufhin Weiswasser. In seinem Auto wird das Scharfschützen-Gewehr gefunden, mit dem Krug und Werner erschossen wurden.

## Hintergrund
Der Film wurde vom 28. Februar 2023 bis zum 29. März 2023 in Dresden und Leipzig gedreht. Das als Polizeistation genutzte, angeblich entweihte Kirchengebäude ist die romanische Pfarrkirche der evangelisch-lutherischen Kirchengemeinde von Gundorf.

## Rezeption

### Kritiken
„Exzellentes Cop-Kino“, urteilte Christian Buß bei Spiegel Online. Der Tatort über „Korpsgeist unter Cops“ sei exzellente Genre-Ware, psychologisch bündig erzählt und angemessen rustikal ins Bild gesetzt.
Matthias Dell schrieb bei Zeit Online, dass es kein gutes Zeichen sei, wenn die Kommissarin, die den Tod ihres Polizistenbruders aufklären will, mit dem Fall verwandt sei: „Was bringt eine familiäre Beziehung, wenn das vermeintlich innige Verhältnis in kurzen Rückblenden überhaupt erst mal herbeibehauptet werden muss?“ Dell kritisierte ein „eher rumpeliges Spiel mit Versatzstücken aus allen möglichen Kriminalfilmen“.
Parallelen zu einem realen Fall von 2020 in Gevelsberg sah Ann-Marlen Hoolt in der Online-Ausgabe der Süddeutschen. Auch dort waren zwei Polizistinnen bei einer Verkehrskontrolle geflüchtet, als plötzlich Schüsse fielen, statt ihren Kollegen zu helfen. Sie kritisierte, dass der Dresdner Tatort die Chance nur halbherzig wahrnehme, die moralische Grauzone des Vorfalls auszuleuchten.
TV Spielfilm befand: „Schnabel unter Strom, Leo auf Abwegen, Karin durch und durch loyal: das kantige Trio in einer präzise konstruierten, trüb bebilderten Geschichte um Klüngel und Korruption, in der viele der ambitionierten Figuren unter Feuer geraten.“

„Die Vielfalt der „Tatorte“ macht nicht nur den Reiz der Reihe aus, sondern sorgt auch dafür, dass eigentlich für jeden Zuschauer immer wieder ein Fall dabei ist, der ihn so richtig anspricht. Wer also mit Murots „Zeitreise“ in die Nazi-Zeit vor zwei Wochen wenig anfangen konnte und mit Odenthals 80. Fall vergangenen Sonntag nicht ganz warm geworden war, der wurde diesmal mit einem herrlichen bodenständigen und spannenden Krimi unterhalten.“

### Einschaltquoten
Die Erstausstrahlung von Unter Feuer am 3. November 2024 wurde in Deutschland von 9,40 Millionen Zuschauern gesehen und erreichte einen Marktanteil von 33,0 % für Das Erste.